# Subjektive Fotografie
Die Subjektive Fotografie wurde von Otto Steinert, einem Mitglied der Gruppe fotoform, zu Beginn der 1950er Jahre begründet. Sie verstand sich ausdrücklich als künstlerische Fotografie.
Hauptinteresse galt vor allem der Experimentellen Fotografie. Die Subjektive Fotografie will nicht die objektive Wirklichkeit einer Situation wiedergeben, sondern nur deren bildhafte Deutung; eine subjektive Interpretation des Betrachters ist nötig und dessen Phantasie gefordert. Die Subjektive Fotografie liefert vor allem Schwarz-Weiß-Aufnahmen und drückt sich meist durch abstrakte Formen, graphische Strukturen, Linien von Licht und Schatten aus. Weitere Merkmale sind kontrastreiche Abzüge, radikale Ausschnitte, surreal wirkende Situationen, aber auch Negativabzüge oder Solarisationen. Die Traditionen und Ideen innerhalb der Subjektive Fotografie reichen bis in die Zeit des Bauhauses zurück; noch heute fühlen sich Künstler dieses Feldes der Fotografie damit verbunden.
Durch die Subjektive Fotografie bekam die Fotografie nach dem Zweiten Weltkrieg wieder eine größere künstlerische Legitimation, die ihr zuvor durch rein dokumentarische und die Life-Fotografie abhandengekommen war. Die Gruppe fotoform organisierte 1951 die erste Ausstellung der Subjektiven Fotografie in Saarbrücken, die international große Beachtung fand. Die Subjektive Fotografie schaffte es, das Interesse eines breiteren Publikums zu wecken.
Wichtige Vertreter der Subjektiven Fotografie sind Kilian Breier, Chargesheimer, Paul Facchetti aus Paris, Heinz Hajek-Halke, Peter Keetman, Siegfried Lauterwasser, Toni Schneiders, Otto Steinert, Carl Strüwe und Ludwig Windstosser.